# Lista de membros titulares da Academia Brasileira de Ciências empossados em 1998
Esta lista contém os nomes dos membros titulares da Academia Brasileira de Ciências empossados em 1998.
| Imagem | Nome                              | Datas de nascimento e falecimento              | Local de nascimento | Área de especialização | Alma mater                      | Data de posse      | Conhecido por | Referências |
| ------ | --------------------------------- | ---------------------------------------------- | ------------------- | ---------------------- | ------------------------------- | ------------------ | --- | ----------- |
|        | Amós Troper                       | 03 de junho de 1945                            | Recife, PE          | Ciências Físicas       | UFPE                            | 06 de maio de 1998 | Diretor do CBPF (1985 - 1989) |             |
|        | Antonio Celso Spinola Costa       | 19 de novembro de 1930 26 de fevereiro de 2020 | Salvador, BA        | Ciências Químicas      | UFBA                            | 06 de maio de 1998 | Um dos fundadores do Instituto de Química da UFBA, criador e primeiro diretor do curso de Pós-Graduação em Química e o primeiro coordenador dos Programas de Pós-Graduação naquela instituição. Medalha Simão Mathias (1999). Título de professor honoris causa da Universidade Federal de Sergipe. | [ 2 ] [ 3 ] |
|        | Carlos Tomei                      | 24 de novembro de 1955                         |                     | Ciências Matemáticas   | PUC/Rio                         | 06 de maio de 1998 | |             |
|        | Edgar Dutra Zanotto               | 07 de junho de 1954                            | Botucatu, SP        | Ciências da Engenharia | UFSCar                          | 06 de maio de 1998 | Prêmio Almirante Álvaro Alberto (2012) Editor-chefe do en:Journal of Non-Crystalline Solids |             |
|        | Fernando de Castro Reinach        | 03 de abril de 1956                            |                     | Ciências Biomédicas    | USP                             | 06 de maio de 1998 | |             |
|        | Jerson Lima da Silva              | 29 de fevereiro de 1960                        |                     | Ciências Biomédicas    | UFRJ                            | 06 de maio de 1998 | |             |
|        | Lewis Joel Greene                 | 10 de agosto de 1934                           | EUA                 | Ciências Biomédicas    | Amherst College, EUA            | 06 de maio de 1998 | |             |
|        | Luiz Hildebrando Pereira da Silva | 16 de setembro de 1928 24 de novembro de 2014  | Santos, SP          | Ciências Biomédicas    | USP                             | 06 de maio de 1998 | Trabalhou com Ruth e Victor Nussenzweig. Foi orientado por Samuel Pessoa. | [ 4 ]       |
|        | Manassés Claudino Fonteles        | 07 de setembro de 1941                         | Aquiraz, CE         | Ciências Biomédicas    | UFC                             | 06 de maio de 1998 | |             |
|        | Manoel Barral Netto               | 09 de maio de 1953                             |                     | Ciências Biomédicas    | UFBA                            | 06 de maio de 1998 | imunologia das leishmanioses humanas |             |
|        | Marcelo Miranda Viana da Silva    | 04 de março de 1962                            |                     | Ciências Matemáticas   | Universidade do Porto, Portugal | 06 de maio de 1998 | Prêmio Ramanujan ICTP (2005) Grande Prêmio Científico Louis D. (2016) |             |
|        | Marcus Vinicius Gomez             | 06 de março de 1936                            |                     | Ciências Biomédicas    | UFMG                            | 06 de maio de 1998 | Demonstrou que hemicolinio estimula a síntese de lecitina Demonstrou antagonismo entre tityustoxina e tetrodotoxina |             |
|        | Michel Rabinovitch                | 22 de março de 1998                            |                     | Ciências Biomédicas    | USP                             | 06 de maio de 1998 | Demonstrou a passagem de ácido ribonucleico do núcleo para o citoplasma de Amoeba proteus |             |
|        | Paulo Domingos Cordaro            | 08 de junho de 1953                            | São Paulo, SP       | Ciências Matemáticas   | USP                             | 06 de maio de 1998 | |             |
|        | Paulo Roberto Grossi Sad          | 17 de abril de 1952                            |                     | Ciências Matemáticas   | UFMG                            | 06 de maio de 1998 | |             |
|        | Roberto Aureliano Salmerón        | 16 de junho de 1922 17 de junho de 2020        | São Paulo, SP       | Ciências Físicas       | USP                             | 06 de maio de 1998 | Membro fundador do CBPF Orientado por Patrick Blackett, prêmio Nobel de Física (1948) Diretor-pesquisador emérito da CERN Conselheiro para atribuição do Prêmio Nobel de Física, de 1985 a 1989 | [ 5 ] [ 6 ] |
|        | Ruth Sonntag Nussenzweig          | 20 de junho de 1928 01 de abril de 2018        | Viena, Áustria      | Ciências Biomédicas    | USP                             | 06 de maio de 1998 | Vacina PfSPZ Prêmio Carlos Juan Finlay da UNESCO (1985) Medalha de Ouro Albert B. Sabin (2008) | [ 7 ]       |
|        | Shirley Schreier                  | 04 de março de 1940                            | São Paulo, SP       | Ciências Biomédicas    | USP                             | 06 de maio de 1998 | |             |
|        | Vicente Antonio Vitório Girardi   | 14 de outubro de 1938                          |                     | Ciências da Terra      | USP                             | 06 de maio de 1998 | |             |
|        | Victor Nussenzweig                | 11 de fevereiro de 1928                        |                     | Ciências Biomédicas    | USP                             | 06 de maio de 1998 | |             |